# Giovanni Battista Caracciolo

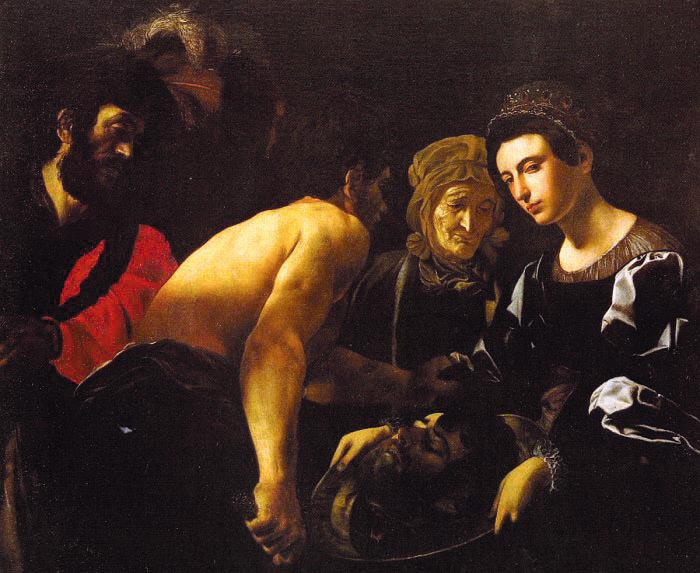
Salomé con la cabeza de San Juan Bautista, por Battistello.

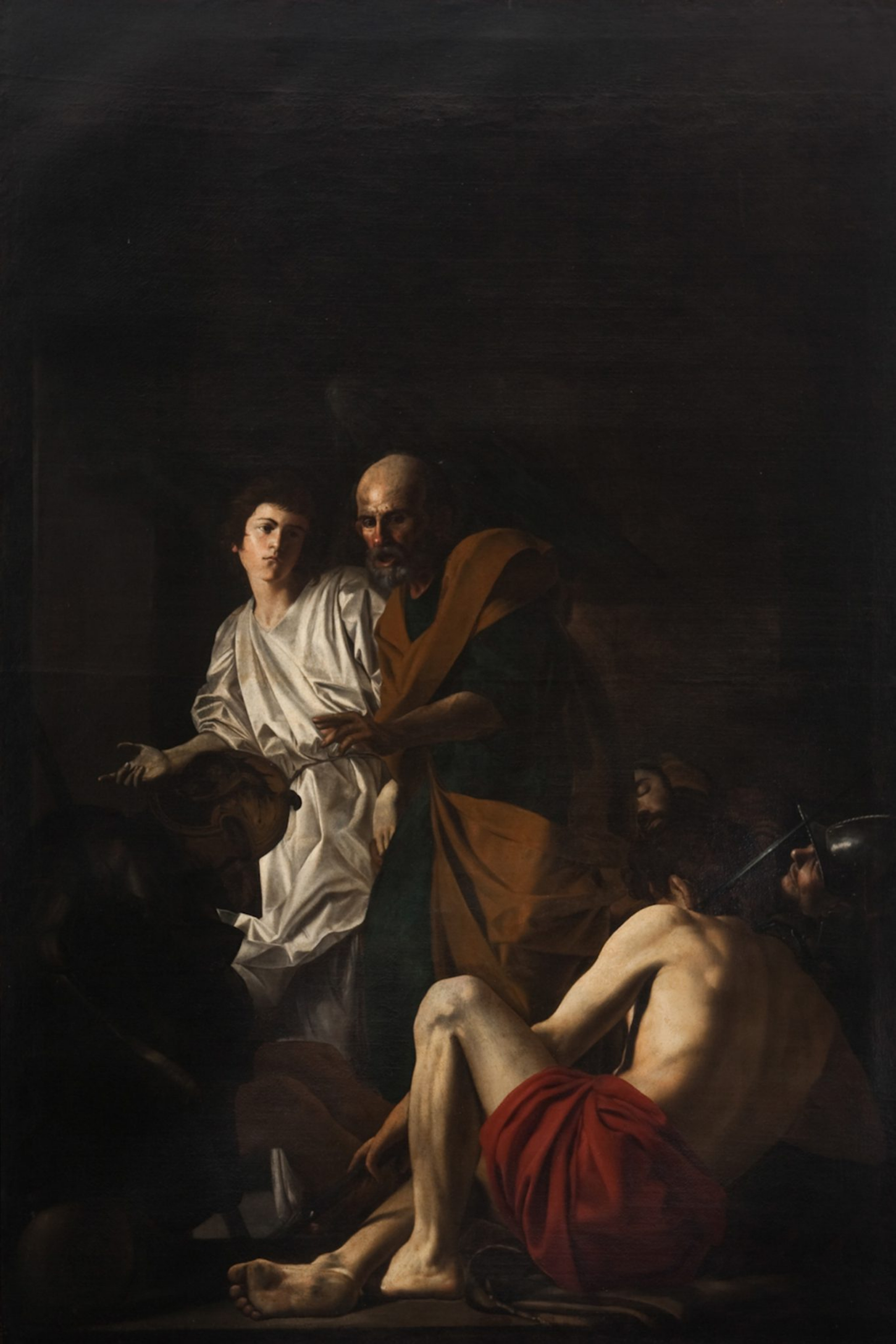
Liberación de San Pedro

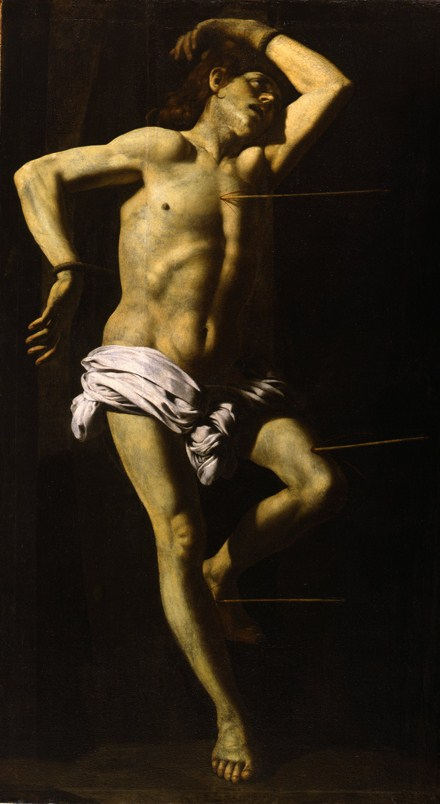
Martirio de San Sebastián, Fogg Art Museum.

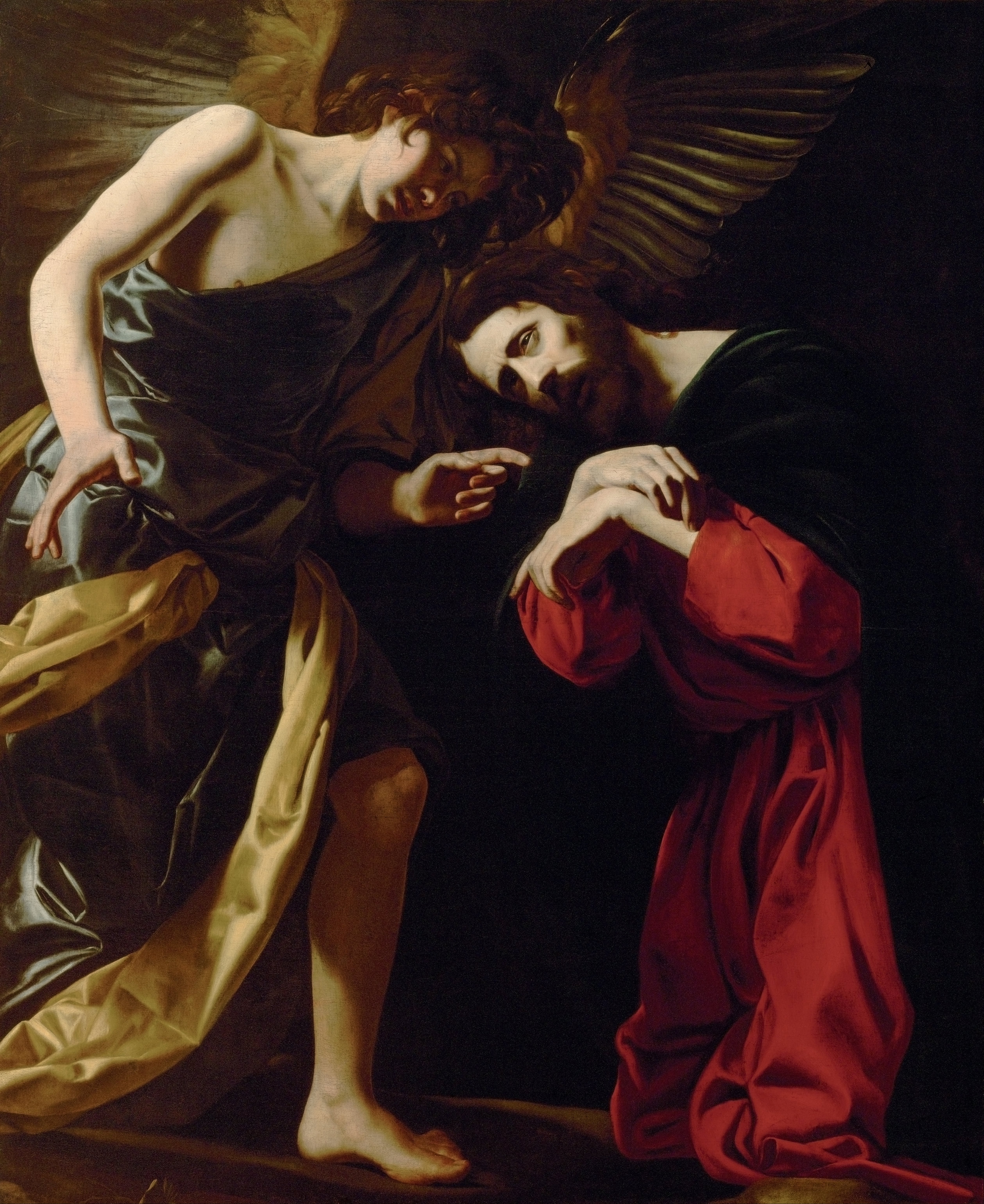
Agonía de Cristo, Kunsthistorisches Museum, Viena.

Giovanni Battista Caracciolo, más conocido como Battistello (Nápoles, 1578 - Nápoles, 1635), fue un pintor napolitano del Barroco y uno de los mejores seguidores de Caravaggio.

## Biografía
Aunque comenzó su formación con un artista local, Francesco Imparato, la llegada de Caravaggio a Nápoles fue decisiva en su carrera. Junto a otros artistas napolitanos como Carlo Sellitto, Artemisia Gentileschi o un alumno del propio Caracciolo, Mattia Preti, adoptó con fervor las novedades estilísticas que el gran maestro lombardo trajo consigo en sus dos estancias en la capital napolitana.
Battistello no fue un mero imitador del estilo de Merisi. Consiguió una gran monumentalidad en sus figuras, gracias a su conocimiento del trabajo de diversos escultores contemporáneos como Michelangelo Naccherino, Pietro Bernini y Cosimo Fanzago. También supo jugar con maestría con los efectos violentos de la luz sobre las superficies. Hizo suyo el profundo claroscuro de Caravaggio, llegando a ser el mayor representante de la escuela tenebrista tras la muerte de Merisi.
Su Liberación de San Pedro (1608-09, Monte della Misericordia, Nápoles) muestra un talento de primer orden. Es la máxima expresión de la ortodoxia caravagesca en Nápoles, realizada aún en vida de Merisi. Su austeridad en la composición y su silenciosa intensidad son el toque personal de Caracciolo a la fórmula aprendida.
Dos viajes sucesivos, a Roma en 1614, y a Génova, Roma y Florencia, en 1618, enriquecieron su estilo con nuevos matices. Incorporó a su paleta los hermosos colores de los Carracci, cuyas obras pudo admirar en la ciudad de los papas. Su última etapa abandona en buena medida los profundos claroscuros de sus comienzos, para incorporar efectos más luminosos en su pintura.
Ya en Nápoles de nuevo, realizó los frescos de la Certosa di San Martino (Jesús lava los pies a los discípulos, 1622), que denotan la fuerte influencia del clasicismo boloñés, así como entre grandes encargos de tipo religioso (Santa Maria la Nuova, San Diego all'Ospedaletto) y profano.

## Obras destacadas
- Cristo ante Caifás (Museo del Hermitage, San Petersburgo)
- Liberación de San Pedro (1615, Monte della Misericordia, Nápoles)
- Caridad (1610, Madison Museum of Fine Art)
- Los santos médicos Cosme y Damián (Museo del Prado, Madrid)
- San Francisco (Abadía de Montserrat)
- Lamentación de Adán y Eva ante el cuerpo de Abel (Colección privada)
- Descanso en la huida a Egipto (1618, Palazzo Pitti, Florencia)
- Amor durmiente (1618, The Royal Collection, Windsor Palace, Londres)
- San Juan Bautista en el desierto (Berkeley Art Museum, California)
- Virgen con Niño y Santa Ana (Kunsthistorisches Museum, Viena)
- Cristo atado a la columna (Museo di Capodimonte, Nápoles)
- Salomé con la cabeza del Bautista (1615-20, Uffizi, Florencia)
- Noli me tangere (1618-20, Palazzo Comunale, Prato)
- Cristo lava los pies de los discípulos (1622, Cartuja de San Martino)
- Martirio de San Sebastián (1625, Harvard Art Museum)
- San Onofre (1625, Galleria Nazionale d'Arte Antica, Roma)
- Venus y Adonis (1630, Museo di Capodimonte, Nápoles)
- Salomé con la cabeza del Bautista (Museo de Bellas Artes de Sevilla, Sevilla)